# Cossidae
I Cossidi (Cossidae Leach, 1815) sono una famiglia di lepidotteri diffusa in tutti i continenti, con larve generalmente xilofaghe. Si tratta di una tra le famiglie più primitive della divisione Ditrysia.

## Descrizione
Le Cossidae costituiscono una famiglia di grandi dimensioni per lo più falene con larve xilofaghe (si nutrono di legno). Questa famiglia contiene oltre 110 generi con quasi 700 specie note, e molte altre che attendono descrizione. Le Cossidae sono lepidotteri notturni in tutto il mondo, ad eccezione del Sud-Est asiatico dove la sottofamiglia Ratardinae è principalmente attiva durante il giorno. Queste falene sono per lo più di colore grigio ed alcune hanno ali lunghe e strette che possono farle assomigliare alle Sphingidae. I bruchi sono lisci con pochi peli. * La maggior parte dei bruchi delle Cossidae sono Xilofagi cavano dei tunnel all'interno di alberi, in alcune specie impiegano fino a tre anni per maturare. I bruchi si impupano nei loro tunnel.

## Tassonomia

### Alcune specie
- Comadia redtenbacheri
- Cossus cossus
- Zeuzera pyrina